# Paul Raynal
Paul Raynal (Narbonne, 25 luglio 1885 – Parigi, 18 agosto 1971) è stato un drammaturgo francese.

## Biografia
Nato e cresciuto in Aude, frequentò una scuola gestita dai domenicani prima di trasferirsi a Parigi per studiare medicina. Dopo aver abbandonato gli studi medici per quelli forensi, lasciò del tutto gli ambienti universitari per dedicarsi alla drammaturgia. Durante la prima guerra mondiale combatté sia in patria che con l'Armée d'Orient sul fronte macedone, dove contrasse la malaria.
Nel 1920 portò al debutto la commedia Le maitre de son coeur (scritta nel 1909) al Théâtre de l'Odéon; l'opera fu un buon successo di critico e pubblica e fu rappresentato anche in Italia nel dicembre 1922 dalla compagnia di Annibale Betrone, in scena al Teatro Quirino di Roma con il titolo di Padrone del proprio cuore. A consacrarlo definitivamente sarebbe stata la sua seconda opera, Le Tombeau sous l'Arc de Triomphe (1924), che divenne una delle pièce più rappresentata in Francia nel periodo tra le due guerre mondiali. Sull'onda del successo di Le Tombeau fu candidato al Premio Nobel per la letteratura da Tor Hedberg sia nel 1925 che nel 1926. L'opera fu portata in scena anche in altri nazioni, ottenendo però solo un modesto successo in Gran Bretagna (nonostante gli apprezzamenti di George Bernard Shaw) e rivelandosi un flop a Broadway nel 1928.
Le Tombeau sous l'Arc de Triomphe era il primo capitolo di una trilogia sulla Grande Guerra portata avanti con La Francerie (1933) e conclusasi con Le Matériel humain (1948); il capitolo finale fu accolto freddamente da pubblica e critica, una fattore che (insieme ai problemi di salute dopo un incidente in macchina) portò Raynal al ritiro a vita privata.

## Opere
- Le maitre de son coeur (1920)
- Le Tombeau sous l'Arc de Triomphe (1924)
- Au soleil de l'Instinct (1932)
- La Francerie (1933)
- Napoléon unique (1936)
- A souffert sous Ponce Pilate (1939)
- Le Matériel humain (1948)